# 日ソ国境紛争
日ソ国境紛争（にっそこっきょうふんそう、旧字体：日蘇國境紛󠄁爭、ロシア語: Советско-Японские Пограничные Конфликты、モンゴル語: Зовлолт-Японы Хилийн Морголдоонууд、朝鮮語: 소련일본국경분쟁 / 蘇聯日本國境紛爭）は、1932年-1939年後半を中心に満洲で起きた、大日本帝国とソビエト連邦間の国境紛争である。形式的には満洲国とソ連、あるいはその衛星国のモンゴル人民共和国の国境が係争地のため、満ソ国境紛争や満蒙国境紛争とも呼ばれる。なお、日本およびソ連では一般に紛争にとどまるものととらえているが、モンゴルではノモンハン事件については戦争と評価している。

## 概要
1931年（昭和6年）の満洲事変以後、日本とソ連は満洲で対峙するようになった。一連の紛争の経過は、小規模紛争期（1934年以前）、中規模紛争期（1935～1936年）、大規模紛争期（1937～1940年）に区分することができる。初期には回数も少なく規模も小さかったのが、次第に頻発・大規模化し、張鼓峰事件を経てノモンハン事件で頂点に達した。形式的には満ソ・満蒙紛争であっても、日ソ両軍が直接交戦する事態も発生した。最大のノモンハン事件では、双方合わせて4万4千人以上が死傷する大規模戦闘となった。
その後、1941年（昭和16年）の日ソ中立条約締結により紛争は一応の終結を見た。日本とソ連は、モンゴル人民共和国と満洲国を相互に実質的に承認し、紛争の発生件数も減少した紛争低調期に入った。第二次世界大戦後期に独ソ戦がソ連有利となり、対日全面戦争を視野に入れたソ連軍が活動を活発化させるまで、こうした安定状態は続いた。

## 背景

### 満洲事変

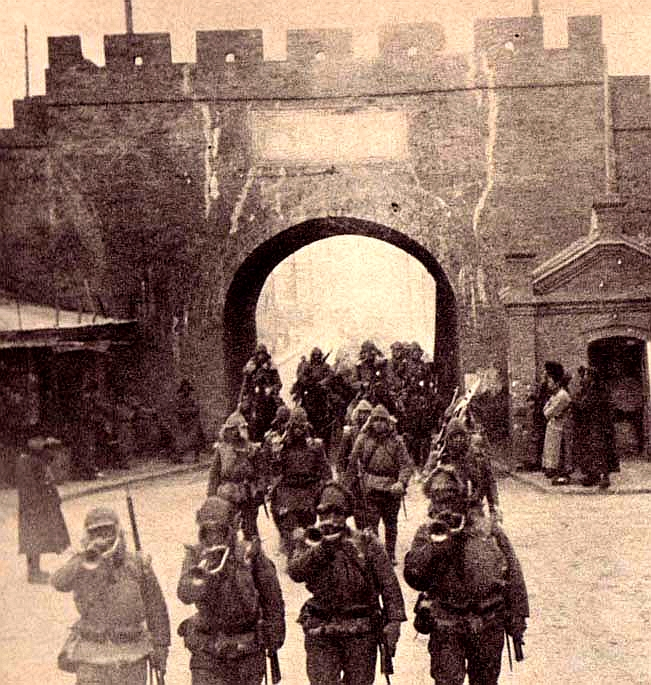
満洲事変でチチハルに入城する日本軍（1931年11月19日）

1925年（大正14年）の日ソ基本条約により、日ソの外交関係は一応は確立していた。シベリア出兵の終了後、1920年代には日本とソ連は大陸方面では直接に勢力圏が接触する状態にはなかった。日本は租借地の関東州、ソ連は極東の国土と1924年に成立したモンゴル人民共和国を勢力圏に置いて、中間に満洲を挟んでいた。ただし、日本は共産主義国家であるソ連に対して、警戒心を持っていた。
両国の勢力圏の中間にある満洲は、1920年代後半には中国の奉天派が支配する領域だった。満洲には日ソ双方の鉄道利権が存在しており、易幟した奉天派の張学良はソ連からの利権回収を試みたが、1929年（昭和4年）の中ソ紛争に敗れた。それ以前から張作霖爆殺事件を起こすなど勢力伸長の機会を窺っていた日本の関東軍は、奉天派の軍事力の低さを見たこともあり、1931年（昭和6年）に満洲事変を起こして満洲を占領し、翌年には満洲国の建国を宣言させて勢力下に置いた。こうして、日ソ両国の勢力圏が、大陸でも直接に接することになった。
ソ連は満洲国を承認しなかったが、満洲国内の権益を整理して撤退する方針を採った。これにより北清鉄路を南満洲鉄道に売却する交渉が始まったが、すぐには金額面で折り合いがつかなかった。

### 国境画定問題

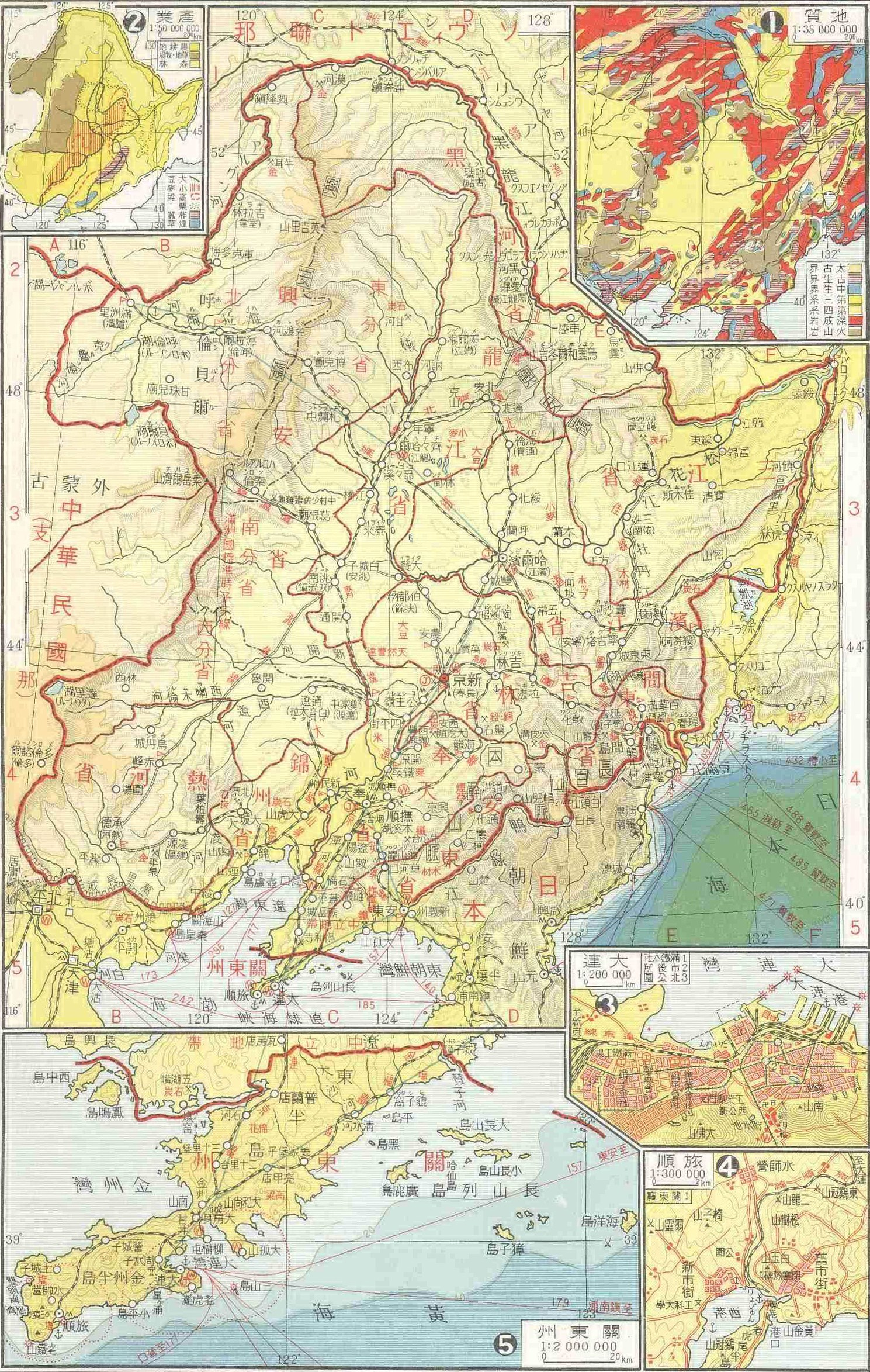
満洲国の地図。東部および北部ではソ連と、西部ではモンゴルと、南西部では中国と接している。

満洲地域の国境については、満洲国建国以前から領土問題が存在していた。対ソ連国境に関しては、清とロシア帝国の間のアイグン条約・北京条約などで画定されていたが、中華民国はこれらは不平等条約であるとして改正を求めてきていた。うちアムール川（黒竜江）については、国境とは別に航路標識に関する水路協定も1923年に中ソ間で締結されていたが、これも中国に不利な内容であったため、問題となっていた。対モンゴル国境に関しても、清の時代の国内行政区分が事実上の国境線であったが、草原に人為的に設けられた境界であるため、標識が徐々に風化で失われ不明確になっていた。
満洲国建国後も、ソ連が満洲国を承認していなかったこともあり領土問題の外交決着はできないでいた。特に対モンゴル国境については、日本側がシベリア出兵中の戦利地図に基づいて、従来の行政区分とは異なるハルハ川などを国境線と認識していて大きなずれがあったが、この見解の相違すら十分確認されない状態だった。
なお、満洲国南西部の中華民国との国境でも1934年末から紛争が起きていた。そこで、日本は緩衝地帯設置などを意図した華北分離工作を進めつつあった。

### 軍事的状況

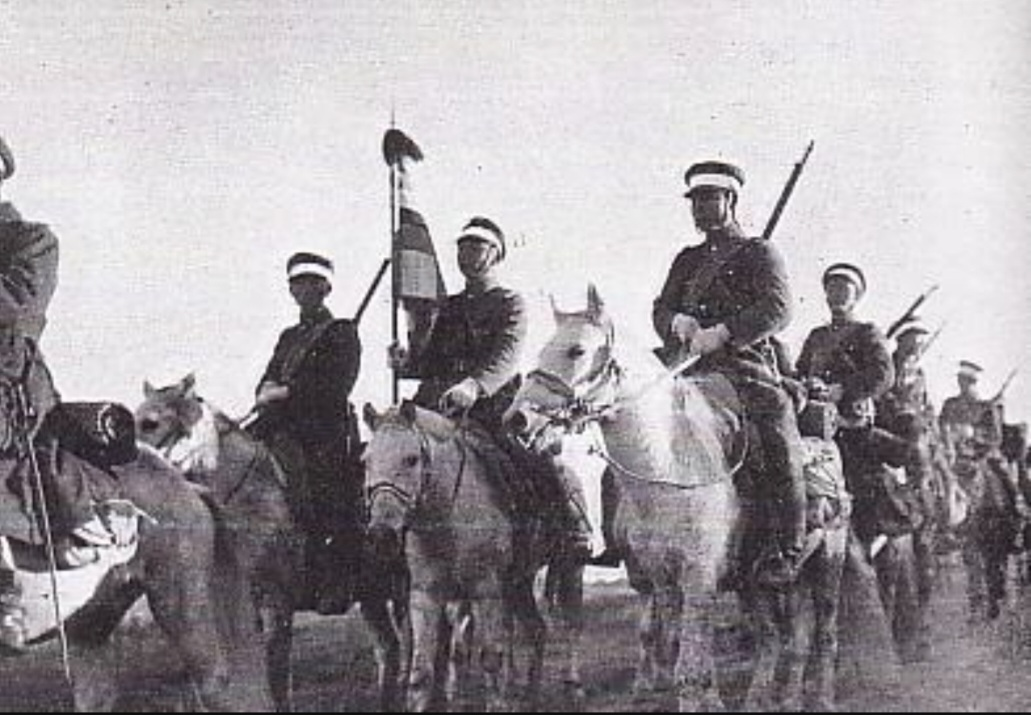
満洲国軍の騎兵隊

1932年（昭和7年）の日満議定書により、日本は満洲国の防衛に責任を持つと定められ、関東軍は満洲全土に駐留することになった。朝鮮半島に近い地域については、朝鮮軍の管轄下とされた。満洲国独自の軍事力として満洲国軍が整備されており、1935年時点では歩兵旅団26個と騎兵旅団7個の計7万人と称したが、練度や装備状態は良好とはいえなかった。
一方、ソ連は、1929年から特別極東軍（1930年以降は特別赤旗極東軍と呼称）を極東方面に置いており、次第に増強を進めて張鼓峰事件直前の1938年7月1日には極東戦線（極東方面軍）に改編した。モンゴルとは1934年（昭和9年）11月に相互援助に関する紳士協定で事実上の軍事同盟を結び、紛争が増加しつつあった1936年（昭和11年）3月にはソ蒙相互援助議定書として明確化した。ソ蒙相互援助議定書に基づき、1936年夏からソ連軍機甲部隊がモンゴル領に常駐するようになり、翌年には軍団規模に達した。モンゴル独自の軍事力であるモンゴル人民革命軍はソ連の援助で整備され、1933年には騎兵師団4個と独立機甲連隊1個、1939年初頭には騎兵師団8個と装甲車旅団1個を有していた。
満洲方面における日ソ両軍の戦力バランスは、ソ連側が兵力で優っていた。1934年6月の時点で日本軍は関東軍と朝鮮軍合わせて5個歩兵師団であったのに対し、日本側の推定によればソ連軍は11個歩兵師団を配備していた。それが、1936年末までには日本軍が変化がないのに対し、ソ連軍は16個歩兵師団に増強され、対日戦力比は日本：ソ連＝1：2から1：3に開いた。戦車や軍用機についての兵力差はさらに大きかった。日本軍も軍備増強を進めたが、日中戦争の勃発で中国戦線での兵力需要が増えた影響もあって容易には進まず、1939年になっても日本の11個歩兵師団に対してソ連の30個歩兵師団と差は縮まらなかった。
なお、満蒙国境では、日ソ両軍とも最前線には兵力配置せず、それぞれ満洲国軍とモンゴル軍に第一義的な警備任務を委ねていた。

## 小規模紛争期
満洲事変以後、1934年（昭和9年）頃までは、多少の紛争はあったものの、ごく小規模なものだった。1932年～1934年の3年間に発生した日ソ関係の満洲国境紛争は合計で152件あったが、少数の偵察員が潜入したり、住民を拉致したり、航空機が領空侵犯するといった偵察活動や、国境標識を密かに移動するといった程度にとどまっていた。個別の事件名を付するほどの紛争は起きていない。
国境問題が意識されていなかったわけではなく、1933年（昭和8年）1月には、日本からソ連に対して国境紛争処理に関する委員会設置が提案されていた。しかし、日本が国境画定を委員会の目的の一つに挙げたのに対して、ソ連は、すでにアイグン条約などで国境は確定済みであるとの立場で、両者は前提からすれ違っていた。日本が同時期に不可侵条約提案を拒絶していたことや、北満鉄路売却問題が優先事項であったことなども影響し、委員会設置は実現しなかった。

## 中規模紛争期

### 概説
1935年（昭和10年）に入ると国境紛争は激増し、1935年と1936年には紛争発生件数は年間150件を超えた。そして、規模も次第に大型化した。この変化は、ソ連側の外交姿勢の高圧化によると考えられる。ソ蒙相互援助に関する紳士協定・ソ蒙相互援助議定書の締結もこの時期であり、ソ連軍の極東兵力増加が進み、日本軍との戦力バランスが崩れたのもこの時期である。
この時期の日本側は、陸軍中央と関東軍司令部のいずれも不拡大方針で一致していた。前線部隊でも、騎兵集団高級参謀の片岡董中佐らが、関東軍司令部と密接に連絡を取って慎重な行動を図り、紛争の拡大に歯止めをかけることに寄与していた。

### 西部国境

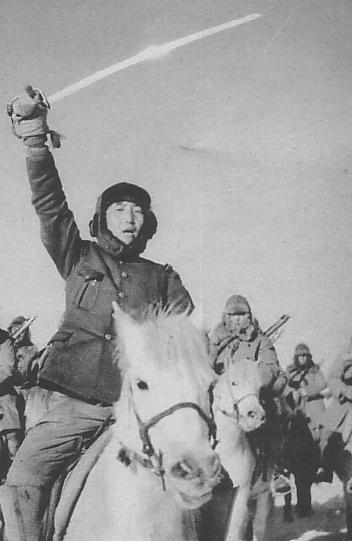
西部国境に配備されていた満洲国軍の興安騎兵隊

最初の主要な軍事紛争は、1935年1月に、満洲西部フルンボイル（ホロンバイル）平原の満蒙国境地帯で発生した哈爾哈（ハルハ）廟事件であった。哈爾哈廟周辺を占領したモンゴル軍に対して、満洲国軍が攻撃をかけて戦闘が発生した。月末には日本の関東軍所属の騎兵集団も部隊を出動させるに至ったが、モンゴル軍が退却したため、日本軍が直接交戦することはなかった。
その後、西部国境では、同年6月に日本軍測量隊が逮捕されるホルステン川事件（ハイラーステンゴール事件）が起きた。主張国境線防衛のため満洲国軍はフルンボイル平原に監視部隊を常駐させるようになり、満蒙両軍の軍事衝突が増えた。ただし、モンゴル軍は、日本軍部隊が出動すれば、哈爾哈廟事件同様に抵抗せずに撤退する行動をとっていた。
1935年12月に貝爾湖（ボイル湖）南西へ監視哨設置に向かった満洲国軍が、モンゴル軍から銃撃を受けたことから、オラホドガ（オラン・ホトック）付近でにらみ合いとなりオラホドガ事件が始まった。航空部隊まで投入したモンゴル側に対して、翌年2月に日本軍も騎兵1個中隊や九二式重装甲車小隊から成る杉本支隊（長：杉本泰雄大尉）を出動させた。杉本支隊は、装甲車を含むモンゴル軍と遭遇戦となり、戦死8名と負傷4名の損害を受けた。モンゴル軍は満洲国側の主張国境外へと退去した。関東軍司令部は不拡大方針を強調する一方、戦術上の必要があればやむを得ず越境することも許すとした方針を決め、独立混成第1旅団の一部などをハイラルへ派遣して防衛体制を強化した。
1936年（昭和11年）3月には、警備交代とオラホドガ偵察任務の渋谷支隊（長：渋谷安秋大佐。歩兵・機関銃・戦車各1個中隊基幹）がフルンボイル国境地帯に向かったところ、モンゴル軍機の空襲を受けて指揮下の満洲国軍トラックが破壊されたことから、タウラン事件が発生した。このとき、モンゴル軍も騎兵300騎と歩兵・砲兵各1個中隊のほか、装甲車10数両の地上部隊を付近に展開させていた。渋谷支隊はタウラン付近で再び激しい空襲を受け、偵察に前進した軽装甲車2両がモンゴル軍装甲車と交戦して撃破された。モンゴル軍地上部隊は撤退したが、日本軍航空機の攻撃で損害を受けた。この事件で日本軍は13名が戦死して1名が捕虜となり、トラックの大半が損傷した。モンゴル軍も装甲車を鹵獲されるなど、かなりの損害を受けた。本格的機甲戦や空中戦こそなかったものの、双方とも有力な装甲車両や航空機を投入した近代戦となった。

### 東部国境
ソ連と接した満洲東部国境でも、1935年6月に日本の国境巡回部隊10名とソ連国境警備兵6名が銃撃戦となり、ソ連兵1名が死亡する楊木林子事件が発生した。1936年3月には長嶺子付近でも日ソ両軍が交戦し、双方に死傷者が出た（長嶺子事件）。
また、1936年1月には金廠溝駐屯の満洲国軍で集団脱走事件が発生し、匪賊化した脱走兵と、討伐に出動した日本軍・満洲国軍の合同部隊の間で戦闘が起きていた。その際に脱走兵はソ連領内に逃げ込み、加えてソ連兵の死体やソ連製兵器が回収されたことから、日本側ではソ連の扇動工作があったと非難した（金廠溝事件）。

### 外交交渉
一連の紛争のうち、外交的に解決されたものは少数であった。例えば1936年に起きた152件の紛争に関して、日本側からは122件の抗議が行われたが、ソ連側から回答があったのは59件にとどまり、遺体返還などの何らかの解決に達したものは36件だった。
この間、哈爾哈廟事件をきっかけに、満洲国とモンゴルは独自の外交交渉を開始していた。1935年2月に満洲国軍の興安北警備軍司令官ウルジン・ガルマーエフ（烏爾金）将軍がモンゴル側に書簡を送って会合を提案し、同年6月3日から満洲里で興安北省長の凌陞やウルジン将軍、モンゴルのサンブー（サンボウ）国防大臣、ダンバ軍団長らが出席した最初の会議が開かれた（満洲里会議）。満洲里会議は1937年9月9日閉幕の第5回会議まで行われたが、満洲国代表団の日系外交官が要求した全権代表の首都常駐相互受け入れ・タムスク以東からの撤兵に対し、モンゴル側が難色を示したこと、タウラン事件後に起きた凌陞の内通容疑での処刑などで難航した。紛争処理委員の現地相互駐在などは妥結しかけたものの、ソ連の指示により1937年8月末から始まった粛清でモンゴル側関係者の大半が内通などの容疑で処刑されたことで、最終的に打ち切りとなった。

## 大規模紛争期

### 概説
1937年（昭和12年）以降も紛争の件数は年間100件を超え続け、1939年には200件近くに達した。外交交渉による解決率はさらに低下し、一定の解決を見たのは1937年には11件、1938年には2件、1939年に至っては0件となった。規模の拡大も止まらず、張鼓峰事件やノモンハン事件が発生した。
日本側は、陸軍省軍務局など陸軍中央の大勢が依然として不拡大方針を採ったのに対して、関東軍司令部は断固とした対応を強調した「満ソ国境紛争処理要綱」を策定していた。関東軍司令部としても安易な戦闘拡大は避けるべきとの認識は持っていたものの、劣兵力での国境維持には、一撃を与えて断固とした態度を示すことがかえって安定につながるとの判断も有力だったためである。この処理方針に基づいた関東軍の独走、強硬な対応が、ノモンハン事件での紛争拡大の原因となったとも言われる。
他方で、ソ連側には単純な国境紛争でない政略的意図があったとも言われる。張鼓峰事件では、直前のゲンリフ・リュシコフ亡命事件があったため、ソ連側としては威信を示す必要があった。ノモンハン事件に関しては、日本に局地戦で一撃を加えて対ソ連積極策を抑える狙いを有していたとの見方がある。ソ連は、日本国内での報道やリヒャルト・ゾルゲらによる諜報活動などで日本側の不拡大方針を熟知していたため、全面戦争を恐れることなく大兵力の投入に踏み切れたと考えられるという。

### 乾岔子島事件
1937年（昭和12年）6月から7月に、ソ満国境のアムール川に浮かぶ乾岔子（カンチャーズ）島周辺で、日ソ両軍の紛争が起きた。
アムール川の国境はアイグン条約によって全ての島がロシア帝国領と定められていたが、水路協定では航路が乾岔子島よりソ連領側に設定され、国際法の原則や居住実態からも日満側は同島を満洲国領とみなしていた。ソ満間の水路協定の改定交渉は前年に決裂しており、ソ連は、1937年5月に水路協定の破棄を通告した。6月19日、ソ連兵60名が乾岔子島などに上陸し、居住していた満洲国人を退去させた。これに対して日本陸軍参謀本部も関東軍に出動を命じたが、石原莞爾少将の進言などにより、6月29日に作戦中止を命じた。同日に外交交渉によってソ連軍の撤収も約束された。
ところが、6月30日にソ連軍砲艇3隻が乾岔子島の満洲国側に新たに進出したため、日本の第1師団が攻撃を開始し、1隻を撃沈した。再び現場は緊迫したが、それ以上の戦闘とはならず、7月2日にソ連軍は撤収した。

### 張鼓峰事件
1938年（昭和13年）7月、豆満江近くの張鼓峰で、日ソ両軍の大規模な衝突が発生した。張鼓峰については国境線解釈に相違があったが、従前は日ソ両軍とも張鼓峰自体に兵力を常駐してはいなかった。
7月中旬にソ連軍が張鼓峰に部隊を進めたのに対して、日本側の警備担当の朝鮮軍隷下第19師団も警備を強化した。監視任務の日本兵が射殺されたのをきっかけに緊張が高まり、7月29日から戦闘が始まった。日本側が不拡大方針で第19師団の一部のみで対処したのに対して、ソ連軍は戦車や航空機多数を出撃させ、激戦となった。
8月に入って日本軍も増援の砲兵部隊などを出動させることにしたが、モスクワでの日ソ交渉により8月11日に停戦が決まった。日ソ双方が停戦時点で張鼓峰を占領していたと主張している。動員兵力は日本軍9千人、ソ連軍3万人に上り、死傷者も日本軍1500人、ソ連軍3500人というこれまでを遥かに上回る規模となった。

### ノモンハン事件
1939年（昭和14年）5月、フルンボイル平原のノモンハン周辺でのモンゴル軍と満洲国軍の小競り合いから、第一次ノモンハン事件が発生した。ハルハ川東岸を占領したソ蒙軍機械化部隊1500人に対して、騎兵集団から任務を交代していた日本の第23師団が山県支隊2000人を出動させて戦闘になった。日本軍は国境紛争処理要綱に従った包囲殲滅を図ったが、突破退却された。激しい空中戦も発生した。

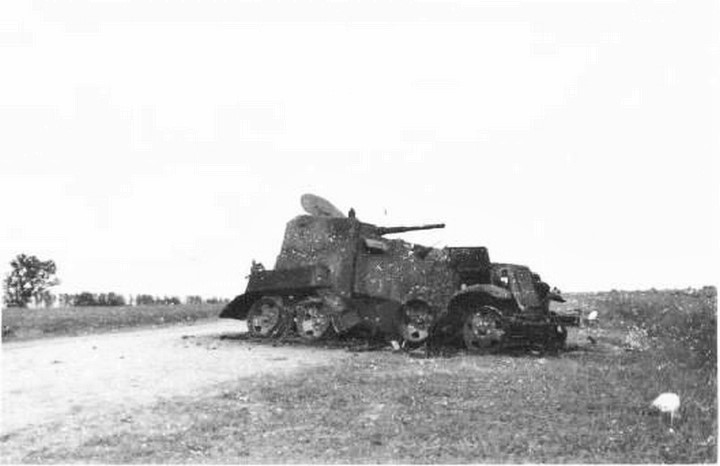
撃破されたソ連軍のBA-10中装甲車

一時は戦闘が収まったものの、ソ蒙軍が再び渡河し、6月下旬から第二次ノモンハン事件が発生した。両軍が師団規模の歩兵や、多数の戦車部隊、航空部隊を投入した本格的な近代戦となった。日本の陸軍参謀本部は越境攻撃を抑制して早期の戦闘終結を求めたが、関東軍は反撃の基本方針を変えなかった。7月中の日本軍の総攻撃は失敗し、8月下旬に大規模な増援部隊を使ったソ連軍の総攻撃が行われて、日本の第23師団は壊滅した。補給困難なフルンボイル平原でソ連軍が大規模攻撃に出る可能性は無いと判断していた関東軍司令部も、状況を見て2個師団以上を増援として送ったが、戦闘には間に合わなかった。
モスクワでの日ソ交渉の末、9月15日に停戦が実現した。その後も続いた外交交渉の結果、ほぼ停戦ラインのままの満蒙国境画定がされて、ノモンハン付近はモンゴル側の主張国境通りとなった。動員兵力は日本軍7万6千人と満軍騎兵などに対し、ソ蒙軍は8月攻勢に参加しただけで5万7千人、死傷者は日本軍1万8千人に対してソ蒙軍2万6千人に達した。
なお、同じ1939年5月27日には、アムール川方面でも満洲国軍とソ連軍の交戦があり、満軍の出動させた騎兵中隊1個と砲艇2隻が全滅している（東安鎮事件）。しかし、ノモンハン事件の拡大誘発を警戒した日本の関東軍が反撃を自重したため、それ以上の戦闘は発生しなかった。

## 日ソ中立条約以後
ノモンハン事件の停戦後、小規模な紛争は引き続き起きたものの、大規模な戦闘は生じなくなった。ノモンハン事件末期の1939年9月に第二次世界大戦が始まっている状況の中で、日ソの外交交渉が行われた。そして、1941年（昭和16年）4月に日ソ中立条約が成立し、相互不可侵とモンゴル人民共和国および満洲国の領土保全が定められた。
日本陸軍はノモンハン事件でソ連軍の実力を知り、北進論に否定的な見方も出た。それでも、独ソ開戦翌月の1941年7月には関東軍特種演習と称する大規模な対ソ動員を実行したが、開戦には踏み切らず、南進論に基づくアメリカ・イギリスとの太平洋戦争へと向かった。他方のソ連軍も独ソ戦に主力を注いだ結果、紛争の発生件数は1940年の151件から、1941年には98件に減り、1942年には58件まで減った。
満洲国境の安定は、独ソ戦が峠を越し、日本の戦況が悪化した1943年秋頃まで続いた。その後、再び紛争は増加し始め、ソ連の対日参戦が近付いた1944年（昭和19年）後半には五家子事件、虎頭事件、光風島事件、モンゴシリ事件などの小規模な国境紛争が起きた。関東軍の戦力の多くを南方や日本本土に転用してしまっていた日本側は、ソ連を刺激しないよう紛争を回避する方針を採った。しかし、最終的には1945年（昭和20年）8月に日ソ全面戦争となり、満洲全土がソ連に占領された。

## 年表
- 1931年 満洲事変

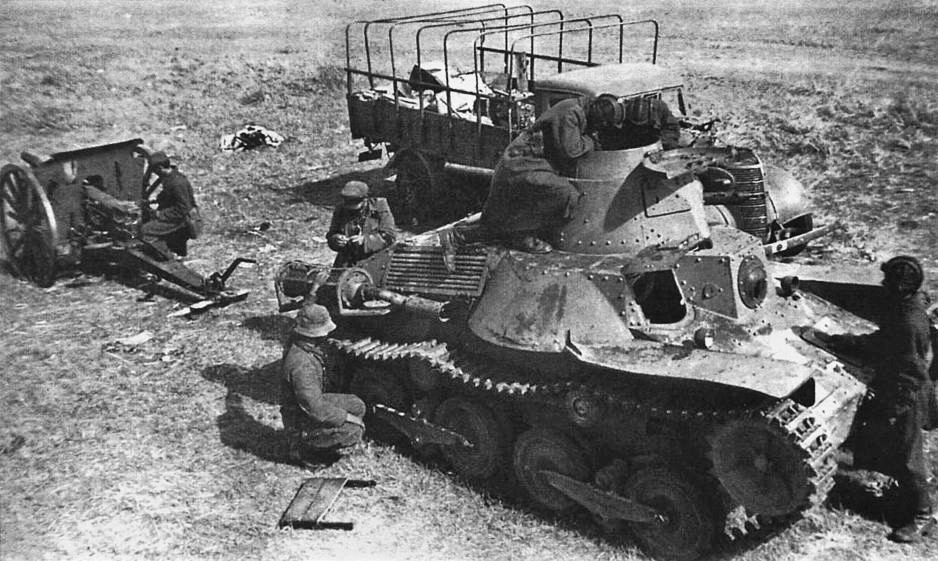
ノモンハン事件中の戦闘でソ連軍に鹵獲された日本の九五式軽戦車（1939年7月）

- 1934年 ソ蒙相互援助に関する紳士協定締結
- 1935年1月 哈爾哈廟事件
  - 同年6月 第1回満洲里会議
  - 同年6月 ホルステン川事件（ハイラーステンゴール事件）
  - 同年10月 楊木林子事件
  - 同年12月 オラホドガ事件（～1936年2月）
- 1936年1月 金廠溝事件
  - 同年3月 ソ蒙相互援助議定書締結
  - 同年3月 長嶺子事件
  - 同年3月 タウラン事件
- 1937年 乾岔子島事件
- 1938年 張鼓峰事件（ハサン湖事件）
- 1939年5月 東安鎮事件
  - 同年5月 ノモンハン事件（ハルハ川戦争、～同年9月）
- 1941年4月 日ソ中立条約締結
  - 同年7月 関東軍特種演習
- 1944年 五家子事件など
- 1945年 ソ連対日参戦

## 注記
1. 1 2 3 4 5  「満州国建国（昭和七年）以降満ソ国境紛争に関する概見表」戦史叢書 関東軍 (1) 310～311頁。
2. ↑  戦史叢書 関東軍 (1) 329～331頁。
3. ↑  マクシム・コロミーエツ『ノモンハン戦車戦』大日本絵画〈独ソ戦車戦シリーズ〉2005年、31～32頁。
4. ↑  戦史叢書 関東軍 (1) 311～312頁。
5. ↑  戦史叢書 関東軍 (1) 314頁。
6. ↑  戦史叢書 関東軍 (1) 320、328～329頁。
7. ↑  戦史叢書 関東軍（1）、320頁。
8. ↑  戦史叢書 関東軍 (1) 323～324頁。
9. ↑  戦史叢書 関東軍 (1) 327頁。
10. ↑  戦史叢書 関東軍 (1) 314～315頁。
11. 1 2  「国境紛争に関する日満抗議提出件数等概見表」戦史叢書 関東軍 (1) 313頁。
12. ↑  ただし、戦史叢書によれば、実質的には日ソ交渉であったという。戦史叢書 関東軍 (1) 313頁。
13. ↑  鎌倉 267～268頁。
14. ↑  鎌倉 269頁。
15. ↑  戦史叢書 関東軍 (1) 421頁。
16. ↑  鎌倉 83～85頁。
17. ↑  戦史叢書 関東軍 (1) 423頁。
18. ↑  戦史叢書 関東軍 (1) 329、332頁。
19. ↑  戦史叢書 関東軍 (1) 334頁。
20. ↑  コロミーエツ 101、125頁。ただし、日本軍の動員兵力の約半数は停戦間際の到着。また、日本軍の損害に満洲国軍の損害は含まれていない。